# Swiss Open Gstaad 1991
Lo Swiss Open Gstaad 1991 è stato un torneo di tennis giocato sulla terra rossa. È la 77ª edizione dell'Swiss Open,che fa parte della categoria World Series nell'ambito dell'ATP Tour 1991. Si è giocato al Roy Emerson Arena di Gstaad in Svizzera, dall'8 al 14 luglio 1991.

## Campioni

### Singolare
Emilio Sánchez ha battuto in finale  Sergi Bruguera con il punteggio di 6–1, 6–4, 6–4

### Doppio
Gary Muller /  Danie Visser hanno battuto in finale  Guy Forget /  Jakob Hlasek con il punteggio di 7–6, 6–4